# Белый слон (животное)
Белый слон (или слон-альбинос) — редкая разновидность слона, но не отдельный его вид. Хотя он часто изображается белого, как снег, цвета, его кожа, как правило, имеет мягкий красновато-коричневый цвет, превращаясь в светло-розовый при намокании. У белых слонов также светлые ресницы и копыта. Белые слоны, таким образом, лишь номинально белые.
Некоторые из них (предположительно три) в настоящее время принадлежат правителям Мьянмы — генерал Тан Шве считает себя наследником бирманских королей, — один серый, а три других розоватые, но все они официально белые. Король Таиланда также имеет несколько белых слонов (в церемонии прощания с королём Рамой IX в октябре 2017 года участвовали 10 королевских белых слонов). Бывший вице-президент США Спиро Агню однажды подарил белого слона королю Камбоджи Нородому Сиануку.

Флаг Сиама в 1855—1916 годах

В Индуизме белый слон считается созданным богом Индрой повелителем всех слонов на Земле. В Таиланде — священное животное и символ королевской власти. Король Таиланда имеет десять белых слонов; они не обязательно должны быть строго белыми, но все имеют светлую кожу. Животных-кандидатов отбирают по целому ряду физических и поведенческих критериев. В прошлом белые слоны в Таиланде также иногда преподносились как подарки друзьям короля, причём их было запрещено использовать в качестве рабочих животных.
Термин «белый слон» проник с Востока в английский язык, где превратился в одноимённую идиому.
По некоторым данным, на земле осталось 6 самок-альбиносов.